# Шанский (Зилаирский район)
Шанский (баш. Шанский) — деревня в Зилаирском районе Республики Башкортостан Российской Федерации. Входит в состав Кананикольского сельсовета.
С 2005 года имеет современный статус.

## География
Расположен в южной части башкирского Урала, в пределах Зилаирского плато, на реке Шанской (приток р. Каны). Самый отдаленный населенный пункт Зилаирского района.

### Географическое положение
Расстояние до:
- районного центра (Зилаир): 86 км,
- центра сельсовета (Кананикольское): 16 км,
- ближайшей железнодорожной станции (Сибай): 136 км.

## История
Основан в конце 1930‑х гг. в связи с организацией Шанского лесопункта как посёлка. В 1950‑е гг. фиксировалась как посёлки Верхне‑ и Нижне-Шанский.
Статус деревня, сельского населённого пункта, посёлок получил согласно Закону Республики Башкортостан от 20 июля 2005 года N 211-з «О внесении изменений в административно-территориальное устройство Республики Башкортостан в связи с образованием, объединением, упразднением и изменением статуса населенных пунктов, переносом административных центров», ст.1:

6. Изменить статус следующих населенных пунктов, установив тип поселения — деревня:
24) в Зилаирском районе:…

поселка Шанский Кананикольского сельсовета

## Население
| 2002 | 2009 | 2010 |
| ---- | ---- | ---- |
| 272  | ↘224 | ↘203 |

Историческая численность населения: в 1939 — 82 чел.; 1959—408; 1989—277; 2002—272; 2010—203 человека.
Национальный состав
Согласно переписи 2002 года, преобладающая национальность — башкиры (72 %).

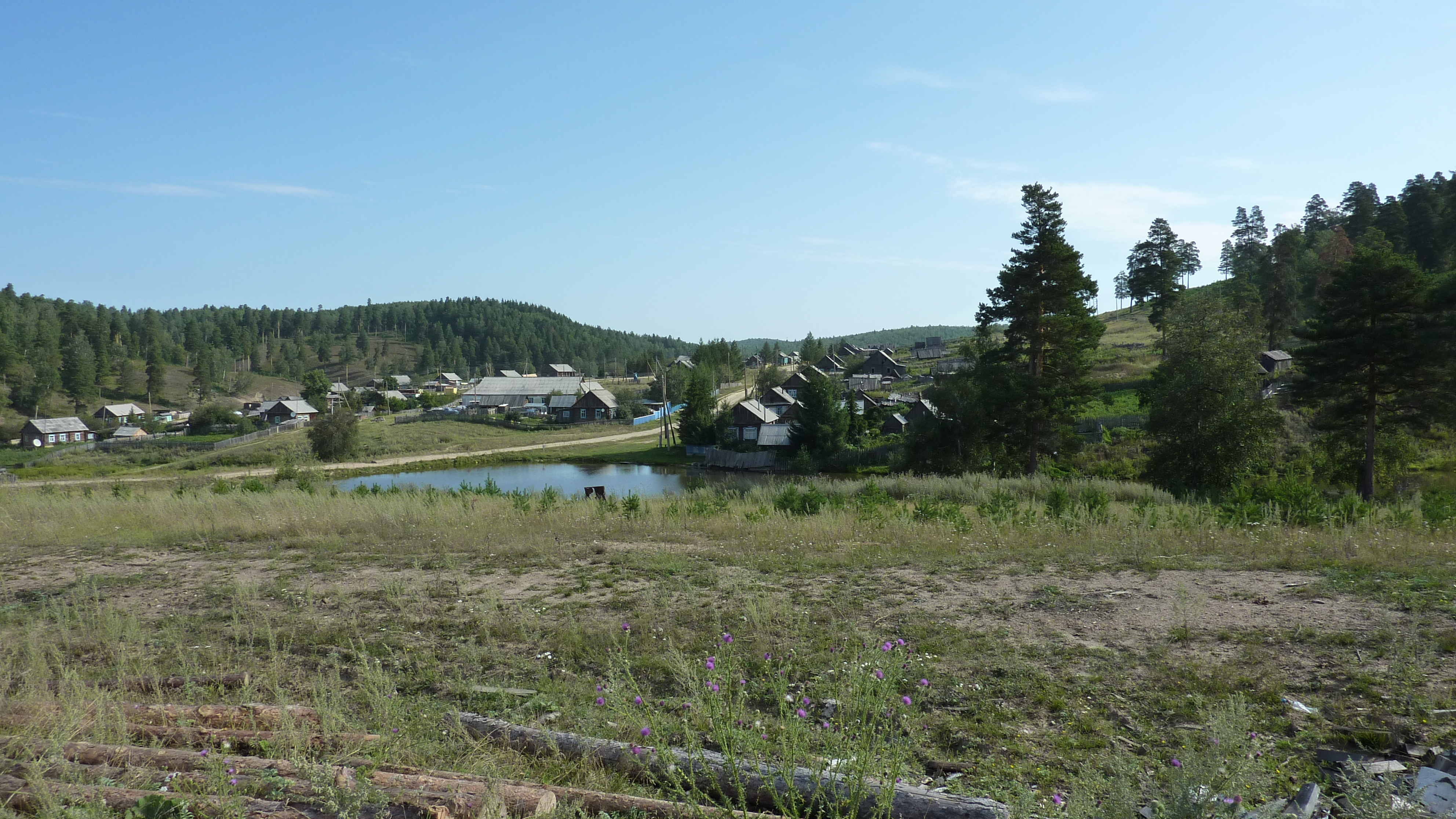
Вид на Шанский

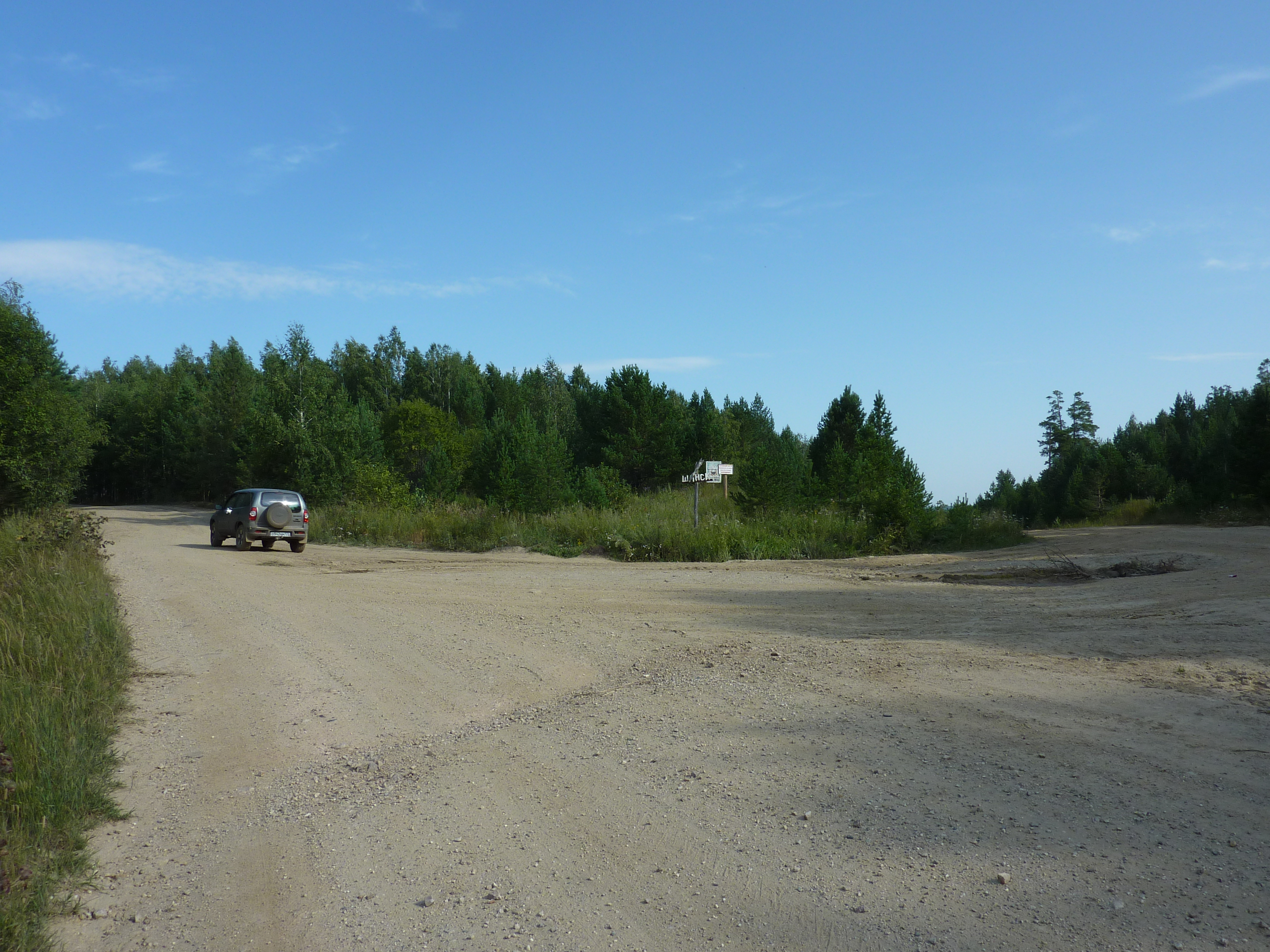
Гравийная дорога на Шанский

## Инфраструктура
Фельдшерско-акушерский пункт.
Основа экономики — лесное хозяйство.

## Транспортная доступность
На Шанский идет дорога местного значения. Покрытие из гравия.
В 2018 году состоялось открытие автодороги «Подъезд к д. Шанский», построенной в 2017 году по федеральной программе «Устойчивое развитие сельских территорий на 2014—2017 годы и на период до 2020 года».